# Potamocypris smaragdina
Potamocypris smaragdina is een mosselkreeftjessoort uit de familie van de Cyprididae. De wetenschappelijke naam van de soort is voor het eerst geldig gepubliceerd in 1891 door Vavra.